# Andrew Kumagai
Andrew Kumagai (jap. 熊谷 アンドリュー Kumagai Andrew; ur. 6 czerwca 1993) – japoński piłkarz występujący na pozycji pomocnika. Obecnie występuje w JEF United Chiba.

## Kariera klubowa
Od 2012 roku występował w klubach Yokohama F. Marinos, Shonan Bellmare, Zweigen Kanazawa i JEF United Chiba.